# Jan Glæsel
Jan Glæsel (født 21. august 1958 på Frederiksberg) er en dansk kapelmester, musikarrangør, trompetist, komponist og kogebogsforfatter. Han er gift med Miriam Glæsel og har to børn, Simon født 1993 og Alexander 1987.
Han var medlem af Anne Linnet Band og medvirkede på lpen af samme navn fra 1981. Siden har han samarbejdet med Jette Torp, og han har komponeret musik til danske film, tv-serier og underholdningshows. Han er også kendt som kapelmester for den danske underholdningsgruppe Linie 3 på mange af deres shows. Han er også kendt som en ivrig kuglegrillentusiast, og har udgivet flere kogebøger om madlavning i denne type grill. Jan Glæsel er ejer af produktionsselskabet jgMusik ApS.

## Uddannelse og begyndende karriere
Som barn lærte Glæsel at spille trompet i Tivoli-Garden. Han var i gymnasietiden med i bandet Dagspressen sammen med Poul Halberg og Frans Bak. Han havde også et band kaldet Swingpower. Han forsøgte at komme ind på både Det Kongelige Danske Musikkonservatorium og Musikvidenskabeligt Institut, men uden held. Herefter overtog han den 2. trompetplads i Thad Jones' dansk/amerikanske Big Band Eclipse, hvor han turnerede i både Skandinavien og Europa.

## Karriere
I 1981 turnerede han med Thad Jones og dennes band Eclipse. Turneen er foreviget på Live albummet Thad Jones Eclipse – Live. Allerede samme år blev han medlem af Anne Linnet Band, hvor han bl.a. komponerede og arrangerede sangen "Det er ikke det du siger", der var titelsangen på gruppens debutalbum. Han var medlem af bandet frem til 1983. Herefter begyndte han sin karriere med at dirigere orkestre i underholdningsprogrammer på tv. Først i Smil, det' lørdag (1983-1984) med Jarl Friis-Mikkelsen og Ole Stephensen og herefter i Schyy.. Det er Lørdag (1986) med Friis-Mikkelsen og Hans Otto Bisgaard.
Fra midten af 1980'erne arbejdede han sammen med mange i den danske underholdningsbranche, bl.a. Jette Torp og Linie 3's musical 3 mand klædt af til skindet i 1986.
Han spillede trompet i bandet Street Beat og producerede deres første album Gaga Jungle Land fra 1986. Han stod også for musikken i Walter og Carlo-filmene; Walter og Carlo - op på fars hat i 1985 og efterfølgeren Walter og Carlo - yes, det er far fra 1986. Ved Eurovision Song Contest 1986, der forgik i Bergen arrangerede Glæsel orkestret der spillede til det danske bidrag "Du er fuld af løgn" med gruppen Trax bestående af Lise Haavik og John Hatting. Sangen blev nummer 6 ud af 20. Samme år etablerede han JGMusik ApS, som siden har leveret musik til bl.a. tv, spille- og reklamefilm.
Ved Linie 3's 10 års jubilæumsshow i 1989 var Glæsel kapelmester.
I 1993 komponerede og dirigerede Glæsel musikken til Peter Schrøder filmatisering Hans Scherfigs bog Det forsømte forår. Musikken blev indspillet af Danmarks Radios Symfoniorkester. Samme år udgav han sit soloalbum kaldet Hole In One, som dog kun blev solgt 150 eksemplarer.
Glæsel blev almindelig kendt i Danmark, da han blev engageret som kapelmester i DR's underholdningsshow Husk Lige Tandbørsten med Casper Christensen og Anette Toftgård som værter (1994-1995), der blev en kæmpe succes for kanalen. Han var også kapelmester i Tab & Vind med Gordon og Timm og flere talkshows med Michael Meyerheim som vært. Siden 1995 har han turneret med konceptorkesteret Le Freak, som stadig i 2025 har samme grundstamme af musikere som ved starten af samarbejdet. Dette orkester har et repertoire med hovedvægten på klassiske 1970’er og 1980’er disco-hits, men også med egne numre, som "formår at skabe den perfekte kombination af nostalgi og nutidighed."
I 1996 var han kapelmester på Safari, der ligesom Husk Lige Tandbørsten havde Casper Christensen som vært. Programmet blev en stor fiasko, og der blev kun lavet én sæson. Året efter, i 1997, var Glæsel kapelmester ved årets Danske Melodi Grand Prix, hvor Kølig Kaj vandt med rapnummeret "Stemmen i mit liv". Han var ligeledes dirigent og arrangør ved den internationale konkurrence i Dublin. Det var sidste gang, at sangene i konkurrencen blev opført med et live band. Danmarks bidrag sluttede som nummer 16 ud af 25 bidrag.
I 1999 producerede Glæsel musik til Christensens tv-sketchprogram Casper & Mandrilaftalen. Glæsel stod for det tema, der blev brugt som underlægningsmusik til programmets breakers og outtro.
Da Birthe Kjær udgav CD'en Længe Leve Livet i 2002 var det med Glæsel som producer og arrangør, og albummet modtog en guldplade.
I 2002 og 2003 var han kapel mester for Thomas Ejes soloshow Mens De To Andre Er I Føtex. Showet blev udgivet på DVD og solgte guld. Efter Linie 3 i 2004 brød op for en periode, der varede næsten ti år, blev Glæsel fast kapelmester for Thomas Eje. Glæsel optrådte med ham både i Danmark og mens Thomas Eje under navnet Tom Dane optrådte i Las Vegas. Sidstnævnte startede i 2006.
Jan Glæsel fik i 2000 debut som forfatter med kogebogen Brug låget, når du griller, der er skrevet sammen med hustruen Miriam Glæsel. Ved et af show, hvor han var gæst hos Casper Christensen, havde han afsløret, at hans kæreste eje var en Webergrill. Dette medvirkede til, at produktet blev en succes i Danmark og blev begyndelsen på et samarbejde med den amerikanske grillproducent Weber. Siden fulgte flere bøger, bandt andre Glæsels grillerier fra i 2006.

I 2006 deltog Glæsel i et større kunstprojekt, Kunstprojekt CPH 24 sammen med Poul Kofod og Michael Christensen - folkene bag "Art Of Nature - Scandinavia".
I 2008 medvirkede han på 5 mumre på et hyldestalbum til David Foster, Fly Away The Songs of David Foster I slutningen af 2009 begyndte optagelserne til en ny omgang Talkshowet Meyerheim med Glæsel som kapelmester. Talkshowet sendes pr 2025 stadig, og fortsat med Glæsels deltagelse.
I 2010 komponerede han musikken til TV 2's serie Fra Fæstebønder Til Verdensmænd, som i 2025 stadig kan købes på DVD.
Linie 3 show vendte efter 10 års pause tilbage med showet Linie 3 live i 2012 -13. Her deltog Glæsel som orkesterleder, ligesom ved trioens tidligere show. Showet blev godt modtaget, og Ekstra Bladets anmelder skrev at "Samtidig spiller Jan Glæsel og hans orkester aldeles kompetent – og danser helt fortryllende." Showet er senere udgivet på dvd.
I 2013 fik han udgivet den lærebog for trompet, som han havde arbejdet på i mere end 8 år. Kort efter det foreløbig sidste Linie 3 show begyndte han at øve sig intenst med henblik på at kunne skrive en bog om trompetspil. Den er udkommet som et firebidsværk og forefindes også som e-bog.
I 2015 og 2016 optrådte Jan Glæsel med orkesteret Rumors Corner nogle "Horny Night koncerter" , Sct. Hans aften suppleret med solisterne Bobo Moreno, Trille Palsgaard og Anne Murillo Jan Glæse & Rumors Corner.
Sideløbende hermed har han engagementer med den sekstet, som han stadig laver programmer med på tv·2. Bandet har Christina Chanée og Martin Preisler som solister.

## Filmmusik
- Walter og Carlo - op på fars hat (1985)
- Walter og Carlo - yes, det er far (1986)
- Kampen om den røde ko (1987)
- Ved vejen (1988, musikkonsulent)
- Walter og Carlo i Amerika (1989)
- Det forsømte forår (1993)
- Kun en pige (1995)

## Diskografi
- 1993 Whole In One
- 1995 Tænd tequilaen, (Glæsel and the Rootcanals)
- 1995 Rock'n roll music
- 2005 Art of nature - Scandinavia - the music
- 2008 Fly Away The Songs of David Foster, Forlag Contante & Sonate v/Gabriel Raya

### DVD
- Mens De To Andre Er i Føtex (2003), DVD med Thomas Eje
- "Art Of Nature - Scandinavia DVD" (2004).
- SelskabsPianisten (2007) En DVD med 3 timers "hyggepiano"
- Linie 3 live 2013, udgivet den 17. november 2014 af imusic.

### Internet
- Festklaveret et internetprojekt, hvor der kan downloades over 700 melodier.[22]

### Musikbøger
- Glæsel, Jan (2013). Improve your game (I-IV udgave). epub. {{cite book}}: Teksten "first2" ignoreret (hjælp)
- Glæsel, Jan (2013). Improve Your Game - Trumpet - The Complete Edition. {{cite book}}: |access-date= kræver at |url= også er angivet (hjælp)

### Kogebøger
- Glæsel, Jan; Glæsel, Miriam (2000). Glæsels grillerier. JGMusik ApS.
- Glæsel, Jan; Glæsel, Miriam (2003). Glæsels grillerier II. JGMusik ApS. ISBN 978-87-98776-04-8.
- Glæsel, Jan; Glæsel, Miriam (2006). Glæsels grillerier. Aschehoug. s. 162. ISBN 978-87-11264-62-1.
- Glæsel, Jan; Glæsel, Miriam (2006). Brug låget når du griller. Lindhardt&Ringhoff. s. 224. ISBN 9788711400784.
- Glæsel, Jan; Glæsel, Miriam (2010). Brug låget når du griller - Pletskud og cowboytricks. Lindhardt&Ringhoff. s. 224. ISBN 9788711422823/9. {{cite book}}: Tjek |isbn=: invalid character (hjælp)
- Glæsel, Jan; Glæsel, Miriam (2012). Glæsels favoritter på kuglegrill. Lindhardt&Ringhoff-Ebog. ISBN 9788711396766.